# Букенхоф
Букенхоф (њем. Buckenhof) општина је у њемачкој савезној држави Баварска. Једно је од 25 општинских средишта округа Ерланген-Хехштат. Према процјени из 2010. у општини је живјело 3.277 становника. Посједује регионалну шифру (AGS) 9572120.

## Географски и демографски подаци
Букенхоф се налази у савезној држави Баварска у округу Ерланген-Хехштат. Општина се налази на надморској висини од 286 метара. Површина општине износи 1,4 km². У самом мјесту је, према процјени из 2010. године, живјело 3.277 становника. Просјечна густина становништва износи 2.358 становника/km².

## Међународна сарадња
| Мјесто    | Држава   | Врста сарадње | Од    |
| --------- | -------- | ------------- | ----- |
| Волфсберг | Аустрија | контакт       | 2000. |
| Извор     |          |               |       |